# Конніот Тауншип (округ Кроуфорд, Пенсільванія)
Конніот Тауншип (англ. Conneaut Township) — селище (англ. township) в США, в окрузі Кроуфорд штату Пенсільванія. Населення — 1332 особи (2020).

## Демографія
Згідно з переписом 2010 року, у селищі мешкало 1476 осіб у 579 домогосподарствах у складі 411 родини. Було 847 помешкань
Расовий склад населення:
| - 98,9 % — білих - 0,3 % — азіатів - 0,2 % — чорних або афроамериканців - 0,1 % — корінних американців |

До двох чи більше рас належало 0,1 %. Частка іспаномовних становила 0,7 % від усіх жителів.
За віковим діапазоном населення розподілялося таким чином: 22,2 % — особи молодші 18 років, 60,9 % — особи у віці 18—64 років, 16,9 % — особи у віці 65 років та старші. Медіана віку мешканця становила 45,3 року. На 100 осіб жіночої статі у селищі припадало 114,2 чоловіків;  на 100 жінок у віці від 18 років та старших — 109,1 чоловіків також старших 18 років.
Середній дохід на одне домашнє господарство  становив 56 680 доларів США (медіана — 49 048), а середній дохід на одну сім'ю — 63 735 доларів (медіана — 56 750). Медіана доходів становила 33 438 доларів для чоловіків та 33 750 доларів для жінок. За межею бідності перебувало 11,9 % осіб, у тому числі 24,0 % дітей у віці до 18 років та 2,7 % осіб у віці 65 років та старших.
Цивільне працевлаштоване населення становило 703 особи. Основні галузі зайнятості: освіта, охорона здоров'я та соціальна допомога — 22,3 %, виробництво — 16,8 %, роздрібна торгівля — 16,5 %.